# Sindang (Mrebet)
Sindang is een bestuurslaag in het regentschap Purbalingga van de provincie Midden-Java, Indonesië. Sindang telt 2285 inwoners (volkstelling 2010).